# كلاغنفورت

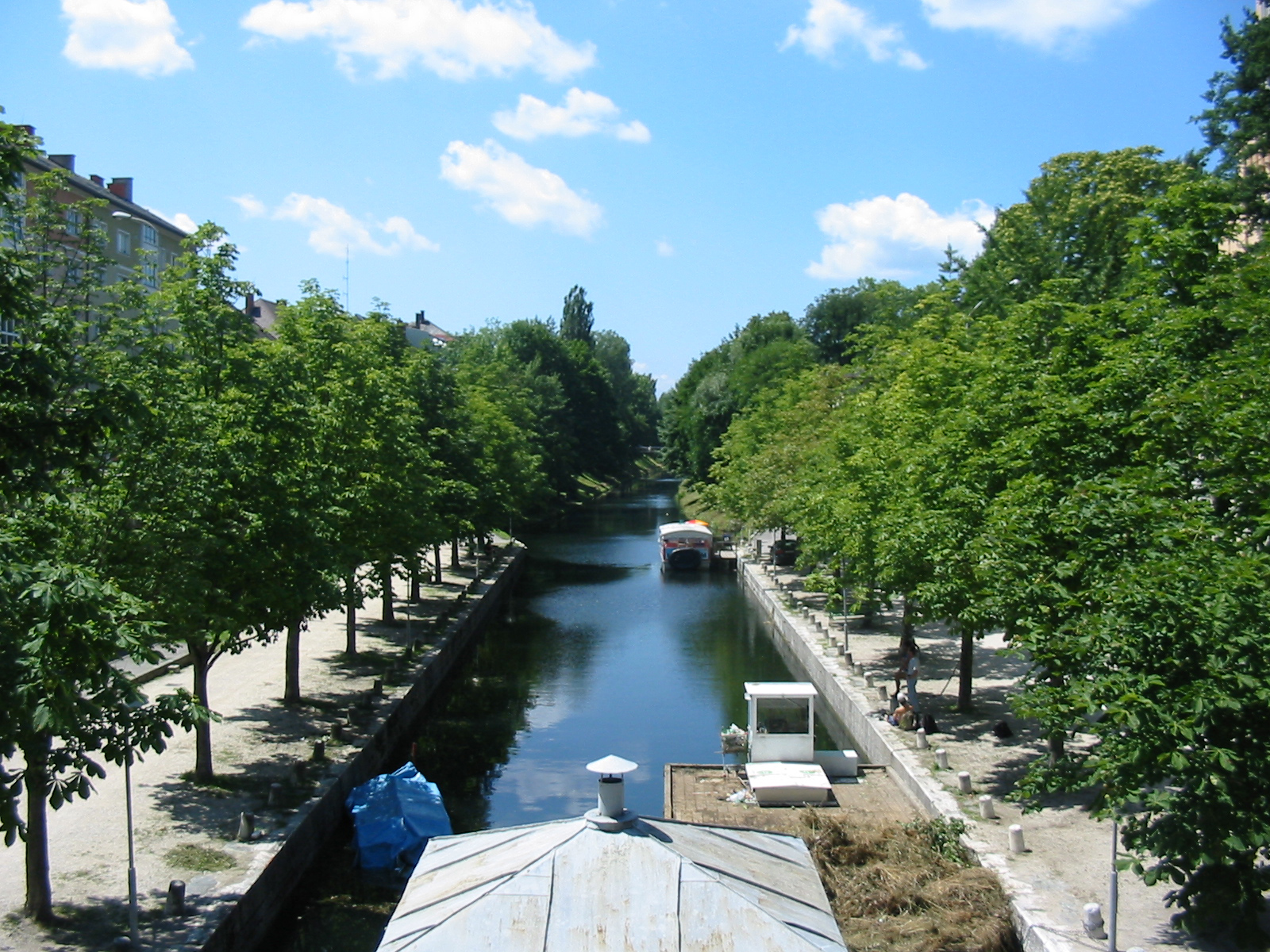
كلاغنفورت

كلاغنفورت (Klagenfurt am Wörthersee) مدينة نمساوية وعاصمة ولاية كيرنتن, تقع على مساحة 120 كم² ويبلغ عدد سكانها 92,404 نسمه.
وهي تقعُ في الجانب الشرقي من بحيرة "ورثير سي". تستطيع أن تستكشف تاريخ المدينة الذي يعود إلى 800 عام عند قيامك بالتنزه في أرجاء البلدة القديمة. يوجدُ في برج كنيسة الأبرشية منبرٌ لطيفٌ تشاهد منه مناظراً مذهلةً تقع فوق المدينة. تضمُّ وسط المدينة أيضاً مرافقاً للتسوق تتنوعُ بين محلات البقالة الصغيرة ومتاجر الماركات الشهيرة. تبدأ الجولة السياحيّة التعريفيّة من عند مكتب السياحة وتدوم لمدة ساعة أو ساعتين. 

## المناخ
يظهر الجدول التالي التغييرات المناخية على مدار السنة لكلاغنفورت:
| البيانات المناخية لـكلاغنفورت                                    | البيانات المناخية لـكلاغنفورت | البيانات المناخية لـكلاغنفورت | البيانات المناخية لـكلاغنفورت | البيانات المناخية لـكلاغنفورت | البيانات المناخية لـكلاغنفورت | البيانات المناخية لـكلاغنفورت | البيانات المناخية لـكلاغنفورت | البيانات المناخية لـكلاغنفورت | البيانات المناخية لـكلاغنفورت | البيانات المناخية لـكلاغنفورت | البيانات المناخية لـكلاغنفورت | البيانات المناخية لـكلاغنفورت | البيانات المناخية لـكلاغنفورت |
| الشهر                                                            | يناير                         | فبراير                        | مارس                          | أبريل                         | مايو                          | يونيو                         | يوليو                         | أغسطس                         | سبتمبر                        | أكتوبر                        | نوفمبر                        | ديسمبر                        | المعدل السنوي                 |
| ---------------------------------------------------------------- | ----------------------------- | ----------------------------- | ----------------------------- | ----------------------------- | ----------------------------- | ----------------------------- | ----------------------------- | ----------------------------- | ----------------------------- | ----------------------------- | ----------------------------- | ----------------------------- | ----------------------------- |
| الدرجة القصوى °م (°ف)                                            | 15.7 (60.3)                   | 21.5 (70.7)                   | 24.0 (75.2)                   | 27.0 (80.6)                   | 32.4 (90.3)                   | 35.3 (95.5)                   | 35.8 (96.4)                   | 36.6 (97.9)                   | 30.7 (87.3)                   | 25.2 (77.4)                   | 21.5 (70.7)                   | 16.6 (61.9)                   | 36.6 (97.9)                   |
| متوسط درجة الحرارة الكبرى °م (°ف)                                | 0.6 (33.1)                    | 4.8 (40.6)                    | 10.7 (51.3)                   | 15.6 (60.1)                   | 21.0 (69.8)                   | 24.2 (75.6)                   | 26.5 (79.7)                   | 25.6 (78.1)                   | 20.7 (69.3)                   | 14.6 (58.3)                   | 6.7 (44.1)                    | 1.1 (34.0)                    | 14.3 (57.7)                   |
| المتوسط اليومي °م (°ف)                                           | −2.8 (27.0)                   | −0.4 (31.3)                   | 4.3 (39.7)                    | 9.3 (48.7)                    | 14.4 (57.9)                   | 17.8 (64.0)                   | 19.8 (67.6)                   | 19.0 (66.2)                   | 14.3 (57.7)                   | 9.3 (48.7)                    | 3.1 (37.6)                    | −1.4 (29.5)                   | 8.9 (48.0)                    |
| متوسط درجة الحرارة الصغرى °م (°ف)                                | −7.1 (19.2)                   | −5.6 (21.9)                   | −1.2 (29.8)                   | 3.4 (38.1)                    | 8.4 (47.1)                    | 11.8 (53.2)                   | 13.5 (56.3)                   | 13.2 (55.8)                   | 9.3 (48.7)                    | 5.1 (41.2)                    | −0.2 (31.6)                   | −4.8 (23.4)                   | 3.8 (38.8)                    |
| أدنى درجة حرارة °م (°ف)                                          | −25.1 (−13.2)                 | −25.6 (−14.1)                 | −18.8 (−1.8)                  | −5.9 (21.4)                   | −2.0 (28.4)                   | 2.1 (35.8)                    | 3.0 (37.4)                    | 3.4 (38.1)                    | −1.0 (30.2)                   | −8.9 (16.0)                   | −17.4 (0.7)                   | −21.8 (−7.2)                  | −25.6 (−14.1)                 |
| الهطول مم (إنش)                                                  | 26 (1.0)                      | 29 (1.1)                      | 51 (2.0)                      | 62 (2.4)                      | 80 (3.1)                      | 105 (4.1)                     | 113 (4.4)                     | 126 (5.0)                     | 92 (3.6)                      | 84 (3.3)                      | 76 (3.0)                      | 51 (2.0)                      | 893 (35.2)                    |
| متوسط الرطوبة النسبية (%) (at {{{time day}}})                    | 76.5                          | 60.7                          | 52.0                          | 48.7                          | 49.2                          | 50.1                          | 49.1                          | 51.3                          | 55.3                          | 63.6                          | 74.0                          | 80.6                          | 59.3                          |
| ساعات سطوع الشمس الشهرية                                         | 90                            | 140                           | 170                           | 184                           | 223                           | 226                           | 255                           | 239                           | 189                           | 128                           | 74                            | 62                            | 1٬981                         |
| نسبة وصول أشعة الشمس                                             | 35.7                          | 53.3                          | 49.8                          | 48.9                          | 50.8                          | 51.1                          | 57.1                          | 57.6                          | 53.0                          | 41.3                          | 27.0                          | 24.8                          | 45.9                          |
| المصدر: المعهد المركزي للأرصاد الجوية والديناميكا الجيوديناميكية |                               |                               |                               |                               |                               |                               |                               |                               |                               |                               |                               |                               |                               |

## توأمة
لكلاغنفورت اتفاقيات توأمة مع كل من:
- داخاو (1974 - )[33]
- دساو روسلاو (1970 - )[34]
- زالاجيرسيج (1990 - )[35]
- فينلو
- نوفا جوريتسا (1965 - )[36]
- Gladsaxe Municipality [الإنجليزية]‏ منذ (1969 - )[37]
- طراغونة (1994 - )[38]
- نانينغ (2001 - )[39]
- جيشوف (1975 - )[40]
- لافال (2005 - )[41]
- فيسبادن (1930 - )[42]
- دوشنبه (1973 - )[43]
- تشيرنوفتسي (5 يونيو 1992 - )[44]
- غوريتسيا (1965 - )[45]
- الناصرة (1992 - )[46]
- سيبيو (1990 - )[47]
- أوديني

## أعلام
- روبرت موزيل
- يانكو ميسنر
- أودو يورغنز
- فريدريش كونسيليا
- إنجيبورغ باخمان